# Friedrichstrasse
Friedrichstraße (Friedrichstrasse) er en af Berlins mest kendte gader. Den ca. 3 km lange gade er en hovedfærdselsåre i bydelen Mitte, hvor den forbinder bydelene Kreuzberg og Wedding.
Efter Berlins genforening har gaden oplevet en renæssance. Der er blevet opført mange nye bygninger i gaden, der i dag rummer kontorer, udstillingslokaler og butikker. Friedrichstrasse krydser bl.a. den kendte Unter den Linden. I den sydlige ende er den tidligere barokke plads Mehringplatz i dag et moderne boligområde, der er spærret for gennemkørende trafik. Friedrichstrasse krydser floden Spree via broen Weidendammer Brücke. På sydsiden af Spree ligger jernbanestationen Bahnhof Berlin Friedrichstraße med det berømte Tränenpalast, der i dag fungerer som museum og som arena for kulturelle arrangementer. Tränenpalast blev opført af myndighederne i DDR som grænsekontrol for passagerer med S-Bahn til og fra Vestberlin. Lige ved siden af ligger Admiralspalast, der er en cabaretscene og forlysteleseetablissement fra begyndelsen af 1900-tallet. Det overlevede ødelæggelsen af Berlin under 2. verdenskrig og blev en overgang brugt som mødesal for Berlins senat.
Den tidligere grænse mellem Berlins amerikanske og sovjetiske sektor fulgte grænserne mellem de daværende bydele Mitte og Kreuzberg og delte Friedrichstrasse omtrent på midten (ved sidegaden Zimmerstrasse). Sektorgrænsen blev senere grænse mellem Vestberlin og Østberlin og grænsekontrollen Checkpoint Charlie blev etableret i Friedrichstrasse. Dele af kontrolposten er i dag bevaret som mindesmærke.